# 파비오 아루
파비오 아루(이탈리아어: Fabio Aru, 1990년 7월 3일~)는 이탈리아의 도로 자전거 경기 선수이며, UCI 월드팀인 팀 쿠베카 넥스트해시를 마지막으로 은퇴했다. 별명은 사르데냐의 고향 섬을 빗대어 네 군데의 황야의 기사(The Knight of the four Moors)이다.
3대 그랜드 투어 중 하나인 부엘타 아 에스파냐에서 1회 종합 우승을 차지했다. 또한 그랜드 투어 무대에서 전부 구간 우승을 거머쥐었는데, 투르 드 프랑스에서 1회, 지로 디탈리아에서 3회, 부엘타 아 에스파냐에서 2회 우승했다.